# Большой Тростенец
Большо́й Тростене́ц (бел. Вялі́кі Трасцяне́ц) — деревня в Минском районе Минской области Республики Беларусь. В составе Новодворского сельсовета.

## География
Высота над уровнем моря: 203 м.
Находится у юго-восточных окраин Минска и примыкает к Партизанскому проспекту, который отделяет деревню от микрорайона Шабаны.
От деревни берёт своё начало река Тростянка.